# 原 (小惑星)
原（4640 Hara）は、メインベルトのフローラ族に属するS型小惑星である。1989年4月1日、八ヶ岳南麓天文台での観測でアマチュア天文家串田嘉男、村松修によって発見された。

## 命名
教育者でアマチュア天文家でもある原恵の、長年に亘る変光星観測と天文学の普及への長く熱心な貢献を記念して、村山定男からの提案を受けた発見者2名の提案によって命名された。